# Phaeogenes hebrus
Phaeogenes hebrus är en stekelart som först beskrevs av Cresson 1867.  Phaeogenes hebrus ingår i släktet Phaeogenes och familjen brokparasitsteklar. Utöver nominatformen finns också underarten P. h. floridae.